# Schwarzenstein
Schwarzenstein (wł. Sasso Nero) – szczyt w Alpach Zillertalskich, w Alpach Wschodnich. Leży na granicy między Austrią (Tyrol) a Włochami (Trydent-Górna Adyga). Szczyt ten leży między Turnerkamp (na południowym zachodzie), a Großer Löffler (na północnym wschodzie). Ze szczytu widać między innymi: Großer Möseler, Turnerkamp i Großer Löffler.
Pierwszego wejścia w 1852 r. dokonał pewien porucznik nazwiskiem Langer.